# Endless Summer: Donna Summer’s Greatest Hits
Endless Summer: Donna Summer’s Greatest Hits — сборник американской певицы Донны Саммер, выпущенный 8 ноября 1994 года на лейблах Casablanca Records и Mercury Records.

## Об альбоме
Сборник содержит многие из самых известных песен Саммер, начиная с её дебюта 1970-х годах. В отличие от The Donna Summer Anthology 1993 года, которая содержит большинство песен в их оригинальных и удлиненных вариантах, Endless Summer содержит в основном сингловые версии. Однако в издании, продаваемой в Великобритании, используется альбомная версия трека «I Don’t Wanna Get Hurt» (из Another Place and Time), а не более клубный микс, выпущенный там в качестве сингла.
Endless Summer также включает в себя два новых трека, первый из которых, «Melody of Love (Wanna Be Loved)», стал умеренным хитом, когда был выпущен в качестве сингла, достигнув первого места в американских танцевальных чартах. Саммер написала песню вместе с Робертом Кливиллесом и Дэвидом Коулом из C+C Music Factory. Другим новым треком и вторым синглом стала проникновенная баллада «Any Way at All», которую Саммер написала вместе со своим мужем Брюсом Судано. Эта песня была спродюсирована Майклом Омартианом, который продюсировал некоторые работы Саммер в 1980-х годах.
Трек-лист сборника менялся в зависимости от территории, поскольку некоторые из хитов Саммер были более популярны в определенных странах, чем другие. Например, «Heaven Knows» и «The Wanderer», большие хиты в США, не были включены в европейское издание альбома и заменены парой ее хитов 1980-х годов, которые были менее успешны в США. Однако во Франции сборник был выпущен только в следующем году и содержит ремикс 1995 года на ее хит 1977 года «I Feel Love» в качестве бонус-трека.

## Список композиций
| №                   | Название                                     | Автор(ы)                                                | Из альбома                                        | Длительность |
| ------------------- | -------------------------------------------- | ------------------------------------------------------- | ------------------------------------------------- | ------------ |
| 1.                  | «Melody of Love (Wanna Be Loved)»            | Донна Саммер, Джо Каррано, Роберт Кливиллес, Дэвид Коул | неизданная ранее                                  | 4:16         |
| 2.                  | «Love to Love You Baby»                      | Донна Саммер, Джорджо Мородер, Пит Белотт               | Love to Love You Baby (1975)                      | 3:21         |
| 3.                  | «Could It Be Magic»                          | Адриен Андерсен, Барри Манилоу                          | A Love Trilogy (1976)                             | 3:55         |
| 4.                  | «I Feel Love»                                | Донна Саммер, Джорджо Мородер, Пит Белотт               | I Remember Yesterday (1977)                       | 3:46         |
| 5.                  | «Last Dance»                                 | Пол Джабара                                             | Thank God It’s Friday (1978)                      | 3:18         |
| 6.                  | «MacArthur Park»                             | Джимми Уэбб                                             | Live and More (1978)                              | 3:55         |
| 7.                  | «Heaven Knows»                               | Донна Саммер, Джорджо Мородер, Пит Белотт               | Live and More (1978)                              | 3:22         |
| 8.                  | «Hot Stuff»                                  | Пит Белотт, Харольд Фальтермайер, Кит Форси             | Bad Girls (1979)                                  | 3:50         |
| 9.                  | «Bad Girls»                                  | Донна Саммер, Брюс Судано, Эдвард Хокнсон, Джо Эспозито | Bad Girls (1979)                                  | 3:54         |
| 10.                 | «Dim All the Lights»                         | Донна Саммер                                            | Bad Girls (1979)                                  | 4:04         |
| 11.                 | «No More Tears (Enough Is Enough)»           | Пол Джабара, Брюс Робертс                               | On the Radio: Greatest Hits Volumes I & II (1979) | 4:48         |
| 12.                 | «On the Radio»                               | Донна Саммер, Джорджо Мородер                           | On the Radio: Greatest Hits Volumes I & II (1979) | 4:03         |
| 13.                 | «The Wanderer»                               | Донна Саммер, Джорджо Мородер                           | The Wanderer (1980)                               | 3:45         |
| 14.                 | «Love Is in Control (Finger on the Trigger)» | Куинси Джонс, Род Темпертон, Мерриа Росс                | Donna Summer (1982)                               | 4:19         |
| 15.                 | «State of Independence»                      | Джон Андерсон, Вангелис                                 | Donna Summer (1982)                               | 4:25         |
| 16.                 | «She Works Hard for the Money»               | Донна Саммер, Майкл Омартиан                            | She Works Hard for the Money (1983)               | 4:33         |
| 17.                 | «This Time I Know It’s for Real»             | Донна Саммер, Мэтт Эйткен, Пит Уотерман, Майк Сток      | Another Place and Time (1989)                     | 3:36         |
| 18.                 | «Any Way at All»                             | Донна Саммер, Эрик Сильвер, Брюс Судано                 | неизданная ранее                                  | 4:16         |
| Общая длительность: | Общая длительность:                          | Общая длительность:                                     | Общая длительность:                               | 71:53        |

| №   | Название                                     | Автор(ы)                                                | Из альбома                                        | Длительность |
| --- | -------------------------------------------- | ------------------------------------------------------- | ------------------------------------------------- | ------------ |
| 1.  | «Melody of Love (Wanna Be Loved)»            | Донна Саммер, Джо Каррано, Роберт Кливиллес, Дэвид Коул | неизданная ранее                                  | 4:16         |
| 2.  | «Love to Love You Baby»                      | Донна Саммер, Джорджо Мородер, Пит Белотт               | Love to Love You Baby (1975)                      | 3:21         |
| 3.  | «Could It Be Magic»                          | Адриен Андерсен, Барри Манилоу                          | A Love Trilogy (1976)                             | 3:55         |
| 4.  | «I Feel Love»                                | Донна Саммер, Джорджо Мородер, Пит Белотт               | I Remember Yesterday (1977)                       | 3:46         |
| 5.  | «Love’s Unkind»                              | Донна Саммер, Джорджо Мородер, Пит Белотт               | I Remember Yesterday (1977)                       | 4:26         |
| 6.  | «I Love You»                                 | Донна Саммер, Джорджо Мородер, Пит Белотт               | I Remember Yesterday (1977)                       | 3:19         |
| 7.  | «Last Dance»                                 | Пол Джабара                                             | Thank God It’s Friday (1978)                      | 3:18         |
| 8.  | «MacArthur Park»                             | Джимми Уэбб                                             | Live and More (1978)                              | 3:55         |
| 9.  | «Hot Stuff»                                  | Пит Белотт, Харольд Фальтермайер, Кит Форси             | Bad Girls (1979)                                  | 3:50         |
| 10. | «Bad Girls»                                  | Донна Саммер, Брюс Судано, Эдвард Хокнсон, Джо Эспозито | Bad Girls (1979)                                  | 3:54         |
| 11. | «No More Tears (Enough Is Enough)»           | Пол Джабара, Брюс Робертс                               | On the Radio: Greatest Hits Volumes I & II (1979) | 4:48         |
| 12. | «On the Radio»                               | Донна Саммер, Джорджо Мородер                           | On the Radio: Greatest Hits Volumes I & II (1979) | 4:03         |
| 13. | «Love Is in Control (Finger on the Trigger)» | Куинси Джонс, Род Темпертон, Мерриа Росс                | Donna Summer (1982)                               | 4:19         |
| 14. | «State of Independence»                      | Джон Андерсон, Вангелис                                 | Donna Summer (1982)                               | 4:25         |
| 15. | «She Works Hard for the Money»               | Донна Саммер, Майкл Омартиан                            | She Works Hard for the Money (1983)               | 4:33         |
| 16. | «Unconditional Love»                         | Донна Саммер, Майкл Омартиан                            | She Works Hard for the Money (1983)               | 4:41         |
| 17. | «This Time I Know It’s for Real»             | Донна Саммер, Мэтт Эйткен, Пит Уотерман, Майк Сток      | Another Place and Time (1989)                     | 3:36         |
| 18. | «I Don’t Wanna Get Hurt»                     | Мэтт Эйткен, Пит Уотерман, Майк Сток                    | Another Place and Time (1989)                     | 3:26         |
| 19. | «Any Way at All»                             | Донна Саммер, Эрик Сильвер, Брюс Судано                 | неизданная ранее                                  | 4:16         |

| №   | Название                                     | Автор(ы)                                                | Из альбома                                        | Длительность |
| --- | -------------------------------------------- | ------------------------------------------------------- | ------------------------------------------------- | ------------ |
| 1.  | «I Feel Love» (’95 Remix)                    | Донна Саммер, Джорджо Мородер, Пит Белотт               | неизданная ранее                                  | 3:50         |
| 2.  | «Love to Love You Baby»                      | Донна Саммер, Джорджо Мородер, Пит Белотт               | Love to Love You Baby (1975)                      | 3:21         |
| 3.  | «Could It Be Magic»                          | Адриен Андерсен, Барри Манилоу                          | A Love Trilogy (1976)                             | 3:55         |
| 4.  | «Love’s Unkind»                              | Донна Саммер, Джорджо Мородер, Пит Белотт               | I Remember Yesterday (1977)                       | 4:26         |
| 5.  | «I Love You»                                 | Донна Саммер, Джорджо Мородер, Пит Белотт               | I Remember Yesterday (1977)                       | 3:19         |
| 6.  | «Last Dance»                                 | Пол Джабара                                             | Thank God It’s Friday (1978)                      | 3:18         |
| 7.  | «MacArthur Park»                             | Джимми Уэбб                                             | Live and More (1978)                              | 3:55         |
| 8.  | «Hot Stuff»                                  | Пит Белотт, Харольд Фальтермайер, Кит Форси             | Bad Girls (1979)                                  | 3:50         |
| 9.  | «Bad Girls»                                  | Донна Саммер, Брюс Судано, Эдвард Хокнсон, Джо Эспозито | Bad Girls (1979)                                  | 3:54         |
| 10. | «No More Tears (Enough Is Enough)»           | Пол Джабара, Брюс Робертс                               | On the Radio: Greatest Hits Volumes I & II (1979) | 4:48         |
| 11. | «On the Radio»                               | Донна Саммер, Джорджо Мородер                           | On the Radio: Greatest Hits Volumes I & II (1979) | 4:03         |
| 12. | «Love Is in Control (Finger on the Trigger)» | Куинси Джонс, Род Темпертон, Мерриа Росс                | Donna Summer (1982)                               | 4:19         |
| 13. | «State of Independence»                      | Джон Андерсон, Вангелис                                 | Donna Summer (1982)                               | 4:25         |
| 14. | «She Works Hard for the Money»               | Донна Саммер, Майкл Омартиан                            | She Works Hard for the Money (1983)               | 4:33         |
| 15. | «Unconditional Love»                         | Донна Саммер, Майкл Омартиан                            | She Works Hard for the Money (1983)               | 4:41         |
| 16. | «This Time I Know It’s for Real»             | Донна Саммер, Мэтт Эйткен, Пит Уотерман, Майк Сток      | Another Place and Time (1989)                     | 3:36         |
| 17. | «I Don’t Wanna Get Hurt»                     | Мэтт Эйткен, Пит Уотерман, Майк Сток                    | Another Place and Time (1989)                     | 3:26         |
| 18. | «I Feel Love»                                | Донна Саммер, Джорджо Мородер, Пит Белотт               | I Remember Yesterday (1977)                       | 3:46         |

## Чарты
| Чарт (1994)                        | Высшая позиция |
| ---------------------------------- | -------------- |
| Австралия(ARIA)                    | 93             |
| Великобритания (UK Albums Chart)   | 37             |
| Италия (Classifica album)          | 84             |
| Нидерланды (Album Top 100)         | 75             |
| Новая Зеландия (RMNZ)              | 10             |
| США (Billboard 200)                | 90             |
| США (Billboard Top Catalog Albums) | 8              |
| Франция (SNEP)                     | 166            |

## Сертификации и продажи
| Регион | Сертификация | Продажи  |
| --- | ------------ | -------- |
| Великобритания (BPI) | Золотой      | 100 000^ |
| Франция (SNEP) | Золотой      | 100 000* |
| * Данные о продажах приведены только на основе сертификации. ^ Данные о тиражах приведены только на основе сертификации. |              |          |